# Arquidiócesis greco-ortodoxa de Amida
La arquidiócesis greco-ortodoxa de Amida es una diócesis vacante de la Iglesia ortodoxa perteneciente a la Iglesia ortodoxa de Antioquía, cuya sede estaba en Amida (la actual Diyarbakır) en Turquía. Desde el exilio obligado de sus fieles al final de la Segunda Guerra Mundial la arquidiócesis ha permanecido de hecho suprimida, pero formalmente aún sigue existiendo. Amida era una sede metropolitana y capital de la provincia romana de Mesopotamia (o Mesopotamia Prima) en la diócesis civil de Oriente y en el patriarcado de Antioquía.

## Territorio
La arquidiócesis comprende en Turquía territorios de las provincias de Diyarbakır, Mardin, Sanliurfa y otras adyacentes. Limita al norte con el metropolitanato de Neocesarea (de la Iglesia ortodoxa de Constantinopla) y con la arquidiócesis greco-ortodoxa de Teodosiópolis; al este con la Arquidiócesis greco-ortodoxa de Bagdad y Kuwait; al sur y al oeste con la Arquidiócesis greco-ortodoxa de Alepo y Alejandreta.

## Historia
El cristianismo llegó a Amida en el siglo III desde la cercana Edesa, un importante centro cultural de la región. El primer obispo documentado de Amida fue Simeón de la Iglesia del Oriente, que participó en el Concilio de Nicea I en 325. Este concilio aprobó la ya existente organización eclesiástica según la cual el obispo de la capital de una provincia romana (el obispo metropolitano) tenía cierta autoridad sobre los otros obispos de la provincia (sufragáneos), utilizando por primera vez en sus cánones 4 y 6 el nombre metropolitano. Quedó así reconocido el metropolitanato de Edesa en la provincia romana de Osroena. El canon 6 reconoció las antiguas costumbres de jurisdicción de los obispos de Alejandría, Roma y Antioquía sobre sus provincias, quedando el metropolitanato de Edesa dentro de la jurisdicción de esta última, junto con sus sufragáneas.
Después de Maras, que participó en el Concilio de Constantinopla I, se conoce al obispo Acacio, quien para redimir a los prisioneros cristianos vendió los muebles sagrados de su iglesia, y esto le valió una mención en el martirologio romano, el 9 de abril.
El emperador bizantino Teodosio II (408–450) dividió la provincia romana de Mesopotamia en dos, e hizo de Amida la capital de Mesopotamia Prima y, por lo tanto, también la sede metropolitana de todos los obispados de la provincia, dependiente del patriarcado de Antioquía. La serie episcopal está documentada hasta finales del siglo VI, pero la ortodoxia de sus obispos no siempre es clara. Ciertamente, el último obispo ortodoxo fue Ciriaco, que participó en el Concilio de Constantinopla II en 553.
El cristianismo siríaco se apoderó de la región de Amida, particularmente entre los asirios de la ciudad. Después del Concilio de Calcedonia (451), Amida se convirtió en un refugio del monofisismo difisita. Después de la muerte del emperador Mauricio en 602, los persas invadieron el Imperio bizantino. Todos los funcionarios bizantinos, incluidos los obispos, huyeron permitiendo así la difusión y organización de la Iglesia jacobita en el área. Con Eunomio comenzó una serie, documentada por la Crónica de Miguel el Sirio, de los obispos jacobitas hasta el siglo XIII.
Según una Notitiae Episcopatuum del siglo VI, Amida tenía ocho diócesis sufragáneas: Martyropolis (más tarde arquidiócesis autocéfala), Ingila, Belabitene, Arsamosata, Sofene, Kitharis, Cefas y Zeugma. El Anuario Pontificio también atribuye las diócesis de Betzabda y Dadima a esta metrópolis.
En 638 Amida fue conquistada por los árabes musulmanes. Desde 1071 la ciudad formó parte de varios principados turcos. En 1394 fue saqueada por los mongoles de Tamerlán, quien se la entregó a los turcos Ak Koyunlu en 1404. En 1508 fue ocupada por la dinastía safávida, hasta que el 10 de septiembre de 1515 fue ocupada por el Imperio otomano.
En 1715 el patriarca de Jerusalén Crisanto mencionó en un Syntagmation la jerarquía melquita dependiente del patriarca de Antioquía y metropolitano de Damasco pocos años antes de la división del patriarcado. Hizo mención de la metrópolis de Amida, cuyo titular era exarca de toda la Mesopotamia y de Armenia IV, locum tenens de Edesa.
En 1900 Amida era una de las 13 arquidiócesis en que se dividía el patriarcado de Antioquía, y lo seguía siendo en 1907. 
Durante la Primera Guerra Mundial la mayoría de la población cristiana de la ciudad fue masacrada y deportada. Tras el Tratado de Lausana, para poner fin a la guerra greco-turca, en 1923 se implementó un intercambio de poblaciones entre Grecia y Turquía que condujo a la extinción total de la presencia cristiana ortodoxa en el territorio de la arquidiócesis de Amida.

## Cronología de los obispos
- Simeón † (mencionado en 325)
- Maras I † (mencionado en 381)
- San Acacio † (mencionado en 420)
- Asterio † (mencionado en 431)
- Panfilo † (circa 440)
- Simeón † (antes de 448-circa 458 falleció)
- Maras II † (mencionado en 458)
- Juan † (?-circa 502 falleció)
- Nono † (circa 502-? nombrado arzobispo de Seleucia Pieria)
- Tomás †
- Nono † (?-519 falleció) (por segunda vez)
  - Maras III † (520-529 depuesto) (obispo jacobita)
- Abraham Bar Kaili † (529-circa 559 falleció)
  - Eunomio † (546-?) (obispo jacobita)
  - Juan † (mencionado en 551) (obispo jacobita)
- Ciriaco † (mencionado en 553)